# アンドリー・ネスマチニー
アンドリー・ネスマチニー（Andriy Mykolayovych Nesmachnyi、1979年2月28日 - ）は、ウクライナの元サッカー選手。元ウクライナ代表。ポジションはディフェンダー。

## 来歴

### クラブ
ウクライナの強豪・FCディナモ・キーウ一筋でプレー、プレミアリーグで7回優勝した。

### 代表
2000年にウクライナ代表デビュー。2006 FIFAワールドカップ・ヨーロッパ予選では11試合に出場、ウクライナ史上初のFIFAワールドカップ出場権を獲得した。2006 FIFAワールドカップでは全5試合に出場、ベスト8となった。2009年までに通算67試合に出場した。

## 代表歴

### 出場大会
- ウクライナ代表
  - 2006 FIFAワールドカップ

### 試合数
- 国際Aマッチ 67試合 0得点（2000年-2009年）[1]

| ウクライナ代表 | 国際Aマッチ | 国際Aマッチ |
| 年             | 出場        | 得点        |
| -------------- | ----------- | ----------- |
| 2000           | 3           | 0           |
| 2001           | 12          | 0           |
| 2002           | 5           | 0           |
| 2003           | 8           | 0           |
| 2004           | 7           | 0           |
| 2005           | 9           | 0           |
| 2006           | 14          | 0           |
| 2007           | 6           | 0           |
| 2008           | 2           | 0           |
| 2009           | 1           | 0           |
| 通算           | 67          | 0           |